# Rezydencja w Ellingen
Rezydencja w Ellingen – barokowa budowla, znajdująca się w Ellingen, zbudowana przez zakon krzyżacki.

## Źródła
- Wolfgang Wüst: Ellingen, die Ballei Franken und der Deutsche Orden – kulturelles und politisches Modell einer verlorenen Lebenswelt in der Region? In: Jahrbuch für fränkische Landesforschung. 69, 2010, ISSN 0446-3943, S. 155–172.